# لارس فريدريك نيلسون
لارس فريدريك نيلسون (بالسويدية: Lars Fredrik Nilson)‏ هو كيميائي سويدي، ولد في 27 مايو 1840 في Skönberga parish ‏ في السويد، وتوفي في 14 مايو 1899 في Hedvig Eleonora Parish ‏ في السويد.

## وصلات خارجية
- لارس فريدريك نيلسون على موقع الموسوعة البريطانية (الإنجليزية)